# Ricardo Drubscky
Sebastião Ricardo Drubscky de Campos, meglio noto come Ricardo Drubscky (Belo Horizonte, 20 gennaio 1960), è un allenatore di calcio brasiliano, tecnico del Floresta.

## Palmarès

### Allenatore
- Copa Sao Paulo de Futebol Junior: 1

America Mineiro: 1996
- Campionato Paraibano: 1

Botafogo: 2002
- Campeonato Brasileiro Série D: 1

Tupi: 2011